# Emmánuel közösség
Az Emmánuel olyan katolikus karizmatikus közösség, amelynek tagjai a római katolikus egyház tanítását vallva az Egyházat hatékonyan, - hitük szerint a Szentlélek erejének segítségével - belülről akarják szolgálni és megújítani.

## Története
1972-ben Pierre Goursat, aki akkor már csaknem 60 éves volt, és egy fiatal orvostanhallgató lány, Martine Laffitte (Catta) - hitük szerint a Szentlélek indíttatására - naponta összejött, hogy imádkozzanak és dicsérjék az Istent. Rövidesen sokan csatlakoztak hozzájuk, ezért sokkal nagyobb helyet kellett keresniük összejöveteleik számára, sőt több csoportot kellett alakítaniuk. Az elmúlt 30 év alatt mind az öt kontinensen és Európa minden országában jöttek létre csoportjaik. Központjukat a közép-franciaországi Paray-le-Monialba, Alacoque Szent Margit városába, a Jézus Szíve-tisztelet központjába helyezték.
Pierre Goursat alapította a  közösséghez szorosan kapcsolódó Jézus Testvériséget (Fraternitás) is. A Fraternitás az Emmánuel Közösségben azok társasága, akik missziós küldetést vállalnak belső indításból és a Közösség buzdítására, melyek hitük szerint a Szentlélek ösztönzéséből történnek. 1977. december 31-én Paray-le-Monialban történt az első elköteleződés, azóta itt tartják karácsony és újév között rendszeres év végi lelkigyakorlatukat.

## Tevékenysége
A Közösséghez tartozhatnak házasok, egyedülállók, papok és szerzetesek. A közösség tagjai - a papok, illetve az örökfogadalmasok mellett - kilencven százalékban világiak, akik megmaradnak saját élethelyzetükben - családban vagy egyedül élve, de mindenképpen világi munkakörükben. Minden közösségi tagnak külön kísérője van. Az érdeklődők a nyitott hétvégéken ismerkedhetnek meg az Emmánuel lelkiségével. A belépni kívánó - a jelöltségi idő után - a noviciátus idejét kezdi meg, amikor már végleg eldöntötte, hogy a közösséghez akar tartozni. A noviciátus letelte után következik a rendes tagság. A tagok egy évre vállalnak elköteleződést, amit aztán minden évben megújítanak.
A Közösség három úgynevezett „alapkegyelme” a következő:
- Adoráció (imádás): fontosnak tartják a rendszeres egyéni imát (naponta egy óra elkötelezett tagok esetében), közösségi alkalmaikon a közös imát, a szemlélődő imádást, rendszeres szentségimádást egyénileg és közösségben. Rendszeresen vesznek részt szentmisén vasárnap és hétköznap is, törekednek a minél gyakoribb szentmisehallgatásra.
- Kompasszió (együttszenvedés): minden rászorulónak, szenvedőnek segítséget kívánnak nyújtani, akár anyagi, akár lelki-szellemi szükségről legyen is szó.
- Evangelizáció: Jézus Krisztus örömhírének, evangéliumának terjesztése az élet minden területén (családban, munkahelyen, szabadidőben és nyilvánosan is).

Az Egyházat hatékonyan, hitük szerint a Szentlélek erejének segítségével, belülről akarják szolgálni és megújítani, ezért a Közösség lehetőleg egyes plébániákhoz kötődve működik. A Közösségre jellemző a Mária-tisztelet, valamint az Egyház tanításához való ragaszkodás és az Egyház szeretete.
Franciaországban már kiterjedt szolgálatuk van, a közösség tagjai a missziós munkát éppúgy vállalják, mint a drogosok, vagy az aids-esek segítését, lelki támogatását. Az évente szentelt papok tíz százalékát a Közösség adja. Központjukban, Paray-le-Monialban minden nyáron többhetes nyári lelkigyakorlatot tartanak. A németországi Altöttingben is rendeznek rendszeresen nemzetközi találkozókat.
Pierre Goursat 1984-ben nemzetközi evangelizációs iskolát alapított Párizsban. Ez később átköltözött Paray-le-Monialba. Az első iskola alapítása után nem sokkal más országokban is beindultak a hasonló jellegű, de eltérő arculatú iskolák (Németország - Altötting, Olaszország - Róma, Fülöp-szigetek - Manila). A cél mindenhol ugyanaz: segíteni a 18-30 év közötti fiatalokat, Jézust választani az életük középpontjának, és ott, ahol élnek, tanulnak, vagy dolgoznak tanúságot tenni az Ő szeretetéről. Az iskola kilenc hónapos, működése négy pilléren nyugszik:
1. Első pillér az ima: a napot dicsőítéssel kezdik, amit egy óra szentségimádás követ. Minden nap részt vesznek a szentmisén, és este a napot kompletoriummal zárják. Továbbá az iskolaidő elején több alkalommal 1-2 napos, a végen öt napos csendes lelkigyakorlaton vesznek részt.
2. Második pillér a képzés: naponta öt óra előadást hallgatnak különböző témákban, mint például: teológia, filozófia, a Biblia, kommunikáció, művészetek, különböző vallások, bioetika, érzelmi élet. Az előadások segítségével választ kívánnak adni az evangelizációk során a megszólított emberek által, és a saját maguk által feltett kérdésekre.
3. Harmadik pillér a közösségi élet: az iskola nemzetközi, ezért több eltérő kultúrájú, és személyiségű fiatal él együtt kilenc hónapon keresztül.
4. Negyedik pillér az evangelizáció: az iskolaidő során 3 nagy (10 napos) és 6-7 kis (2-3 napos) plébániai missziót szerveznek. Ezek során meghívják az embereket az utcán vagy ajtóról ajtóra kopogtatva a különböző programokra. Továbbá ellátogatnak az idősek otthonaiba, gimnáziumokba, a gyerekeknek pedig egy színdarabot mutatnak be.

### A Magyar Régió tevékenységei
Magyarországon jelenleg száz fő felett van a különböző szinten elkötelezettek száma, akik hetente 6–10 fős csoportokban találkoznak. Havonta közösségi lelkinapra, évente kétszer lelkigyakorlatos hétvégére jönnek össze. Tevékenységük jelenleg elsősorban Budapestre korlátozódik. Utcai evangelizációt, plébániai missziót tartanak, S.O.S. IMA-telefonszolgálatot működtetnek.
Keresők számára Alpha kurzust tartanak. A kurzus egy gyakorlati útikalauz a keresztény hit alapjainak megismeréséhez. Elsősorban azok számára készült, akik nem járnak templomba, nemrég váltak keresztényekké vagy eltávolodtak a keresztény hittől. A kurzus hetenkénti összejövetelek keretében kötetlen étkezést, előadást és kiscsoportos megbeszélést foglal magában; a keresztény hit alapjait felölelő 15 előadásból és egy csendes hétvégéből áll, melyekre tíz hét alatt kerül sor. Egy londoni anglikán közösség, a Holy Trinity Brompton (HTB) dolgozta ki, és bármelyik keresztény közösség felhasználhatja.
A II. János Pál pápa által meghirdetett Eucharisztia éve alkalmából (2004. október - 2005. október) Székesfehérváron „Adorációs iskolát” indítottak, amely havonta egy alkalommal az Oltáriszentség imádásába vezet be. 2006 februárjában „Adorációs iskola” indult Budapesten is. Fiatalok számára havonta egyszer nyitott estéket, havonta kétszer „Szentlélek-szemináriumokat” tartanak a következő programokkal: dicsőítés, szentségimádás, tanúságtételek, tanítás, beszélgetés, agapé. Havonta egyszer dicsőítéssel egybekötött szentmisére, nyaranta több napos ifjúsági és családos találkozóra várják az érdeklődőket.
AVE néven 3 hétvégés programsorozatot rendeznek külön-külön házaspárok és egyedülálló szülők részére.
- Házaspárok részére: az Emmánuel Közösség házaspárok számára rendezett összejövetele a francia "AMOUR et VÉRITÉ" (AVE) mintájára jött létre. Célja a házaspárok és a család emberi és lelki fejlődésének támogatása. A tematika a Római katolikus egyház tanítására és a modern élet problémáival küzdő családok tapasztalataira támaszkodik. A rendezvény része a katolikus egyház családpasztorációs munkájának. A három hétvége együtt teljes. A programban rövid tanítások szerepelnek a házassággal kapcsolatos kérdésekről, van idő az egymással való beszélgetésre és imádságra is. Gyónási lehetőség és szentmise minden alkalommal van.
- Egyedülálló szülők részére: a program azoknak a szülőknek szól, akik különböző okok miatt egyedül nevelik gyermeküket/gyermekeiket. Cél az emberi és lelki fejlődésük támogatása. A három hétvége együtt teljes, programja: előadások, tanúságtételek, közös ebéd, beszélgetések, imádság, szentmise. A hétvégesorozat általában nem bentlakó formában működik és ingyenes. Önellátó gyermekekkel rendelkezők számára az AVE hétvégétől független külön sorstárscsoportot, illetve lelkigyakorlatot szerveznek.